# 喬振宇
喬 振宇（チャオ・ジェンユー、ピン音：Qiáo Zhènyǔ、簡体字: 乔振宇 1978年11月1日 - ）は、中国出身の俳優。妻は女優の王倩一で、２児の父である。
中国歌劇舞劇院のプロのダンサーだった。2000年映画龍騰虎躍で俳優デビュー。2003年放送された武侠ドラマ雪花女神龍の欧陽明日役で一躍有名となり、注目され始めた。2014年古剣奇譚の欧陽少恭役で再び人気を集め、人気実力派として成長し続ける俳優である。

## 略歴
1978年11月1日中国広西チワン族自治区桂林市に生まれた。
13歳の時に広西芸術学院に入学し、五年間ダンスを習った。1997年北京舞踊学院に入学し、中国古典舞踊を専攻とした。翌年、代表としてイタリア夏国際ダンス芸術祭へ参加。1999年デュエット古典舞踊《長夜行》で第六回北京ダンスコンクールで優勝。同年、舞踊劇《紅楼・葬花魂》の賈宝玉役を務めた。また、《長夜行》は《中国古典舞踊名作集》に収録され、《紅楼・葬花魂》と共に北京舞踊学院の教材にも収録されている。
卒業後、中国歌劇舞劇院に入団した。在団中に中華十大名曲舞踊晩会に参加し、リードダンサーを勤め、独舞《広陵散》も演じた。また、《広陵散》は中国文化部から優秀作品賞を受賞。
2000年武侠映画龍騰虎躍に出演し、俳優デビューを果たした。2001年ドラマ新皇女の婿に出演し、テレビ初出演を果たした。同年、ドラマ水族館デートに出演後、正式に中国歌劇舞劇院を退団し、俳優の道へ進んだ。
2003年に放送した武侠ドラマ雪花女神龍 の欧陽明日役で一躍有名となり、のち中国で当時最も有名な掲示板サイト天涯に「天涯四美」 に選ばれた 。
古龍のファンは「陌上人如玉，公子世無双」で喬振宇が演じた欧陽明日を賞賛。
2008年主演した中加共同製作映画永遠の花火が カナダで上映した。
この映画は2013年の中米映画祭にてGolden Angel Award及びチャリティ・アワードを受賞。
2008年武侠ドラマ古龍の名作浣花洗剣録、2009年金庸デビュー作書剣恩仇録を主演した。2006年に出演した梁羽生の名作セブンソードを含め、中国の武侠小説を代表する三大作家のドラマに全て出演した二人目の俳優になった。
2012年中国の社会現象を語るヒューマンドラマ愛とともに人生の果てへ にてんかんを患っているにこう老族の余淼を演じ、耳目を一新される演技で視聴者を魅力した。また、この作品を収録したDVDは習近平主席からアルゼンチン共和国荘園主の息子にプレゼントとして手渡された。同時にブラジル、アルゼンチンの元首、官僚などにも贈った。
翌年、このドラマに共演が縁で妻役の王倩一と結婚し、同年息子が生まれた。
2014年、ファンダージ時代劇古剣奇譚 〜久遠の愛〜が放送され、喬振宇が演じる全てのストーリーの展開を握る欧陽少恭が原作を超えたと評価され、次元壁を破った男にも呼ばれるようになった。
同年、民国劇、ドラマ烽火佳人の周霆琛役で第20回上海テレビ祭マグノリア賞の人気俳優賞を受賞した。ドラマ愛とともに人生の果てへの余淼役で第10回 中国金鷹テレビ祭人気俳優賞をノミネートされた。
2017年3月、2009年に9ヶ月をかけて撮影した清王朝最大商号大盛魁の約三百年の盛衰を語る同名ドラマ大盛魁が内モンゴルテレビで放送開始。このドラマは喬振宇が時代劇俳優からのイメージチェンジをかけた作品である。放送後、30%超えの高い視聴率をマークした。
2017年4月28日から青春歴史ドラマ思美人が放送スタート。喬振宇は戦国時代の楚の懐王を演じ、ドラマ史上初めて楚の視点から懐王の一生を語った。懐王の青年時代から秦に幽閉されたまま死去までの懐王を演じた喬振宇は再び高評価を得た。初めてドラマのテーマソング思美人兮  を歌うこともできた。

## 人物
紅楼夢の顔、水滸伝の心構、西遊記の腕前、三国志演義のIQで喬振宇を解釈するのが一番ふさわしい。
喬振宇は21世紀最も完璧な時代劇俳優にふさわしい顔の持ち主だが、悪役、ブサイクな役など様々なキャラクターへ挑戦し続けている。アクション映画、ドラマなどで格好良くカンフーアクションを演じきる腕前を持ちながら、高いIQ、EQもバラエティ番組で見せている。
俳優デビュー以来７０以上のキャラクターを演じ、一人千面の適例と言える存在。変わらないのは俳優という職業への畏敬の気持ちと仕事を堅実で行う態度
喬振宇のファンは「上可仙人姿，下可窮屌絲」で喬振宇のイメージを描く。
生活面では「天涯四美」の中でいち早く結婚し、生活と仕事をうまく分けて、幸せな家庭を築いている。謙遜で、マスコミの過大な力を頼らず、一歩づつ確実に前へ進められるように俳優の道に歩んで行く

## 作品

### ドラマ
| 放送年     | タイトル                       | 中国語タイトル        | 役             | 撮影年    | 注                                     |
| ---------- | ------------------------------ | --------------------- | -------------- | --------- | -------------------------------------- |
| 未定       | 骨董ミステリー                 | 古董局中局            | 薬不然         | 2017      |                                        |
| 未定       | 幸せの理由                     | 幸福的理由            | 許東安         | 2017      |                                        |
| 未定       | 愛の葛藤                       | 蔓蔓青萝              | 劉緋（陳子離） | 2016      |                                        |
| 未定       | 夢のために                     | 裸漂                  | 汪禹           | 2015      |                                        |
| 未定       | ラブ エクスプレス              | 爱情也包邮            | 戦鋒           | 2015      |                                        |
| 2019～2020 | 大明皇妃 -Empress of the Ming- |                       |                |           |                                        |
| 2018       | ヒーローズ ドリーム            | 天意之秦天宝鉴        | 始皇帝         | 2017      | 特別出演                               |
| 2017       | 思美人 〜山鬼の後裔〜          | 思美人之山鬼后裔      | 楚・懐王       | 2016      | 友情出演、思美人の番外編               |
| 2017       | 思美人                         | 思美人                | 楚・懐王       | 2016      | Song of Phoenix                        |
| 2017       | 心理士・Wフェース              | 心理师                | 夏木           | 2016      | ネット配信ドラマ                       |
| 2017       | 大盛魁                         | 大盛魁                | 張杰           | 2009      | 大型歴史ドラマ                         |
| 2016       | パーフェクト ウェディング      | 大嫁风尚              | 金志豪         | 2016      |                                        |
| 2016       | 五九ファイル                   | 昙花梦                | 程慈航         | 2014      | Epiphyllum dream                       |
| 2016       | 大世界                         | 大世界                | 秦孝天         | 2014      |                                        |
| 2016       | 復讐・再生                     | 浴血重生              | 譚振剛         | 2014      |                                        |
| 2015       | 華胥引之絶愛之城               | 华胥引之绝爱之城      | 陳王・蘇珩     | 2013      | 一世安の章                             |
| 2015       | 聊斎新編                       | 聊斋新编              | 陶岳明         | 2013      | 陸判の章                               |
| 2015       | 金玉瑶                         | 金玉瑶                | 柳思孝         | 2013      | カメオ出演                             |
| 2015       | 天使の城                       | 天使之城              | 楊超群         | 2014      |                                        |
| 2014       | 青年医者                       | 青年医生              | 顧小萌         | 2014      | カメオ出演                             |
| 2014       | 古剣奇譚 〜久遠の愛〜          | 古剑奇谭 (电视剧)     | 欧陽少恭       | 2013      | 2015年日本で放送                       |
| 2014       | 樵夫と狐の嫁の物語             | 刘海砍樵              | 劉海           | 2013      |                                        |
| 2013       | 烽火佳人                       | 烽火佳人              | 周霆琛         | 2012      | Beauties at the Crossfire              |
| 2013       | 愛とともに人生の果てへ         | 老有所依              | 余淼           | 2012-2013 | 社会現象を語るヒューマンドラマ         |
| 2013       | 画皮2 〜真実の愛〜             | 画皮之真爱无悔        | 鄭吉           | 2012      |                                        |
| 2013       | 家族なしで生きられない         | 不能没有家            | 霍雷           | 2011      |                                        |
| 2012       | 隋唐英雄                       | 隋唐英雄              | 李建成         | 2011-2012 |                                        |
| 2012       | 血色の桜                       | 血色樱花              | 高文軒         | 2011      |                                        |
| 2011       | 隠された秘密                   | 被遗弃的秘密          | 欧冠群         | 2011      | 別名：蔵心術                           |
| 2011       | 愛を溢れる深秋                 | 满秋                  | 郭乃文         | 2011      | 実話に基づいくヒューマンドラマ         |
| 2010       | 中国式お見合い                 | 中国式相亲            | 蘇格           | 2009      |                                        |
| 2010       | 安逗と黑仔                     | 安逗与黑仔            | 偽彼氏         | 2009      | カメオ出演                             |
| 2009       | 映画人のメモリーズ             | 烽火影人              | 劉子坪         | 2008      | Memories of The Golden Flame           |
| 2009       | 書剣恩仇録                     | 书剑恩仇录            | 陳家洛，福康安 | 2008      | 2011年日本で放送                       |
| 2009       | 鎖清秋                         | 锁清秋                | 蘇心海         | 2008      | Love Tribulations／Four Women Conflict |
| 2009       | 少年代言人紀暁嵐               | 少年讼师纪晓岚        | 楊乃文         | 2007      |                                        |
| 2009       | スーパーウーマン馬姉さん       | 超人马大姐            | 趙翌           | 2007      | カメオ出演                             |
| 2008       | 鹿鼎記                         | 鹿鼎记                | 鄭克爽         | 2006      | 2009年日本で放送                       |
| 2008       | みにくいアヒルの子に愛を       | 丑女也疯狂            | 馮子健         | 2006-2007 |                                        |
| 2008       | 浣花洗剣録                     | 浣花洗剑录            | 方宝玉         | 2007      | 2012年日本で放送                       |
| 2007       | こころの涙                     | 心灵的泪花            | 王煒俊         | 2007      | 実話に基づくヒューマンドラマ           |
| 2006       | 青城の恋                       | 青城之恋              | 趙雨桐         | 2005-2006 |                                        |
| 2006       | 車神                           | 车神                  | 劉雲松         | 2005      |                                        |
| 2006       | セブンソード 〜七剣下天山〜    | 七剑下天山            | 穆郎           | 2004      |                                        |
| 2006       | 新醉打金枝                     | 新醉打金枝            | 秦風，秦雲     | 2005      |                                        |
| 2006       | 愛に時間を                     | 爱在来时              | 陳翔宇         | 2006      |                                        |
| 2005       | 君のいる場所                   | 向左走向右走 (电视剧) | 尚毅           | 2004      |                                        |
| 2004       | 背後に立つ                     | 站在你背后            | 李成康         | 2004      |                                        |
| 2004       | 愛我你怕了嗎                   | 爱我你怕了吗          | 劉東子         | 2003      |                                        |
| 2004       | バス特警                       | 巴士警探              | 雷天           | 2003      |                                        |
| 2004       | 無憂姫                         | 无忧公主              | 常孟           | 2003      |                                        |
| 2004       | 残剣震江湖                     | 残剑震江湖            | 許三元         | 2002      | 別名：行行出状元                       |
| 2003       | 新五女拜寿                     | 新五女拜寿            | 雲天浩         | 2002      |                                        |
| 2003       | 少年少女                       | 男生女生              | 家衛           | 2001      |                                        |
| 2003       | 雪華女神龍                     | 雪花女神龙            | 欧陽明日       | 2002      |                                        |
| 2003       | 金粉世家                       | 金粉世家              | 浩然           | 2002      | The Story of a Noble Family            |
| 2002       | 新皇女の婿                     | 新女驸马              | 東方勝         | 2001      |                                        |
| 2002       | 壮志雄心                       | 壮志雄心              | 邵奇           | 2002      |                                        |
| 2002       | 水族館デート                   | 海洋馆的约会          | 孫銘           | 2001      |                                        |

### 映画
| 上映年 | タイトル             | 中国語タイトル | 役             | 注                                                   |
| ------ | -------------------- | -------------- | -------------- | ---------------------------------------------------- |
| 未定   | 千年前から来たあなた | 来自墓里的你   | 李想           | 2015年撮影                                           |
| 2015   | 壊蛋必須死           | 坏蛋必须死     | 三児           | 中韓共同製作映画                                     |
| 2015   | 情剣                 | 情剑           | 方宝玉         | 2007年ドラマ浣花洗剣録のアレンジ版                   |
| 2014   | 求愛嫁期             | 求爱嫁期       | 黄子宏         | To Love Somebody                                     |
| 2012   | 一九四二             | 一九四二       | 小韓           | 別名：温故一九四二                                   |
| 2011   | 亡命演説             | 亡命演说       | 蘇少陽，江中行 | テレビ映画                                           |
| 2010   | 恋愛通告             | 恋爱通告       | 慕凡           |                                                      |
| 2010   | 山生                 | 山生           | 趙亜輝         | 実話に基づいた映画                                   |
| 2010   | 鼓王                 | 鼓王           | 譚高虎         |                                                      |
| 2010   | 孔子の教え           | 孔子 (電影)    | 孔鯉           | 2011年日本で公開                                     |
| 2008   | 永遠の花火           | 烟花恋人       | 永健           | 中加共同製作映画。2008年カナダで公開、中国では未公開 |
| 2007   | 不完全な恋人         | 不完全恋人     | 李想           |                                                      |
| 2006   | 愛上麻煩             | 爱上麻烦       | 成明治         | In Love with Trouble                                 |
| 2001   | 龍騰虎躍             | 龙腾虎跃       | 喬振宇         |                                                      |

### 音楽
- シングル　思美人兮（ドラマ思美人テーマソング）2017-04-17リリース

### ダンス
- 1999年　中国歌劇舞劇院在団中、中華十大名曲舞踊晩会にてリードダンサー及び独舞《広陵散》を演じた
- 1999年　北京舞踊学院在学中、舞踊劇《紅楼・葬花魂》の賈宝玉役 。
- 1999年　北京舞踊学院在学中、デュエット古典舞踊《長夜行》 で北京市第六回ダンスコンクール プログループ 優勝
- 1998年　北京舞踊学院在学中、イタリア夏国際ダンス芸術祭に参加

## バラエティ

### リアリティ番組
- スター探偵シーズン２[注 22]（2017-02-24 〜2017-03-03 マンゴテレビ）
- スーパーガール[注 23] (2016-07-01 ~ 2016-07-09 湖南衛星テレビ）
- スター探偵 シーズン１(2016-04-03 & 2016-05-29 湖南衛星テレビ)
- 中韓夢之隊 （2015-10-31 ~ 2015-11-21 中韓共同制作　深圳衛星テレビ・KBS）
- トップギアチャイナ（2014-11-12 ~ 2015-01-14 東方衛星テレビ）
- X-SPACE[注 24]：乔振宇越挫越勇 谢依霖返场引争抢（2004-10-26[注 25]
- 舞林大会[注 26]（2008-12-11 東方衛星テレビ）
- ファステストラップ (2015-12-04 YOUKU)
- 饭没了秀：魔力宝贝赖上乔振宇（2012-03-22 深圳衛星テレビ）
- 梨园闯关我挂帅（2011-01-30 CCTV-11）
- 明星来我家（2010-10-20 CCTV-3）
- 超级明星（2009-04-05 東南衛星テレビ）
- 开心一百之大魔競（2008-12-20東南衛星テレビ）
- 到底是谁（2008-10-26 遼寧衛星テレビ）
- 魅力前线（2008-09-19 BTV-7）

### 番宣
- ハッピーキャンプ [注 27]（2017-05-06 　湖南衛星テレビ）
- 2017湖南衛星テレビ華人紅白-思美人 （2017-01-30 湖南衛星テレビ）
- The Iconoclast [注 28]（（2016-01-04 マンゴテレビ）
- ハッピーキャンプ：乔振宇郑恺最强排位战（2015-10-24 湖南衛星テレビ）
- 大牌驾到：曝光古剑拍摄趣事 （2014-10-15 騰訊）
- We all love to laugh：腹黑乔振宇神补刀反整肖旭（2014年-09-27  湖南衛星テレビ）
- ハッピーキャンプ：乔振宇获赞萌萌哒，自曝青葱往事展逗比天赋（2014-09-20 湖南衛星テレビ）
- 影视俱乐部 [注 29]（2014-01-26 CCTV-8）
- 年代秀：爱在战火纷飞时 [注 30]（2013-12-20 深圳衛星テレビ）
- 影视俱乐部 [注 31]（2013-07-21 CCTV-8）
- ハッピーキャンプ[注 32]（2010-08-07 湖南衛星テレビ）
- 明星私家事[注 33]（2010-02-07 YOUKU）
- 明星见面会[注 34]（2008-08-05広西総芸テレビ）
- 明星在线[注 35]（2007-08-23 搜狐娱楽）
- 夫妻天下（2007-04-20 中国教育テレビ及び天津テレビ）
- 第八区（2007-03-28 BTV-8）
- 娱人码头：翩翩一介贵公子[注 36]（2007-01-31 東南衛星テレビ）
- 心动吧[注 37]（2007-01-29 青島衛星テレビ）
- 大众娱楽在線-天天有約[注 38] (2006-06-06 青島衛星テレビ)
- ビッグスター [注 39]（2006-05-31 上海音楽）
- 東方夜譚 [注 40]（2006-05-18 東方衛星テレビ）
- ハッピーキャンプ [注 41] (2002-06-23 湖南衛星テレビ)

### トーク番組[注 42]
- 明星来了（2017-02-14 瑞麗網）
- V スター：ベテラン時代劇俳優喬振宇（2016-10-25 騰訊）
- 百度贴吧スタジオ：百变男神乔振宇做客贴吧演播室（2016-10-04 百度）
- The Iconoclast （2016-07-18 マンゴテレビ）
- 環球星訪談：国际在线独家专访（2015-12-05 中国国際放送局）
- 優酷全明星：乔振宇私会李易峰一家亲（2015-03-25 YOUKU)
- 影视同期声（2015-01-17 CCTV-8）
- 明星Do In Style：真实暖男,首秀厨艺 (2014-10-27 新浪）
- 我的纪录片：古剑男神乔振宇（2014-08-06 マンゴテレビ）
- 星推荐（2014-02-17 CCTV-8）
- 非常静距离：喬振宇王倩一の幸せな時間（2013-12-28 深圳衛星テレビ）
- 我爱大牌：乔振宇化身毒舌教主 首度与粉丝共同庆生[注 43]（2013-11-15 愛奇芸）
- 最佳现场：乔振宇错过演《宫》爆红机会 董璇爆其性格孤僻[注 44]（2013-07-22 BTV文芸）
- 最佳現場：乔振宇自爆《一九四二》拍戏趣事 曝与张卫健同台演戏苦不堪言（2013-01-04 BTV文芸）
- 时尚装苑：温情小生 乔振宇（2012-06-02 北京テレビ）
- 楽視星宾楽：コメディーへの挑戦は難しい（2011-12-13 楽視網）
- 分秒必争[注 45]（2011-02-07 CCTV-1）
- 時尚星達人[注 46]（2010-02-27 寧夏衛星テレビ）
- 爱秀电影（2009-04-11 CCTV-6）
- 光影星播客（2008-10-03 CCTV-6）
- 影视同期声[注 47]（2008-02-11 CCTV8）
- 勇往直前（2007-11-14 湖南衛星テレビ）
- 大众娱楽在線 [注 48]（2006-02-06 青島衛星テレビ）
- 完美假期（2006–02-14 CCTV-2）
- 娱楽天天星（2006-01-30 浙江衛星テレビ)

## 受賞・ノミネート歴
- 2014年 - 第20回上海テレビ祭マグノリア賞の人気俳優賞[35]ドラマ 烽火佳人  周霆琛役 (受賞)

- 2014年 - 第10回中国金鷹テレビ祭人気俳優賞 [36] ドラマ 愛とともに人生の果てへ 余淼役 (ノミネート)

- 2006年 - 金南方影視奨年度盛典 新人賞 [37] ドラマ 新醉打金枝  秦風役 (受賞)

- 1999年 - 中華十大名曲舞踊晩会　独舞《広陵散》中国文化部　優秀作品賞（受賞）

- 1999年 - 北京市第六回ダンスコンクール  長夜行 プログループ (優勝)

## 社会活動
- 2017年5月29日　汨羅市で図書寄付活動[38]
- 2015年9月29日　希望工程の責任者から「希望工程愛心大使」の称号及び寄付証書を授与され、喬振宇及びファンの名前で希望小学校を命名した[39]。
- 2014年10月15日　White Cane Safety Dayの「私があなたの目になる」活動　公益大使[注 49][40]
- 2008年　新長城地震震災地助学活動　愛心大使 [41]
- 2007年8月　「中国野生動物保護協会」のイメージキャラクターに就任[42][43]

## 注
1. ↑  撮影年。以後説明がなければ撮影年を指す
2. ↑   パートナー：孫暁娟
3. ↑  黛玉－楊薏  黛玉魂－孫暁娟  宝玉－喬振宇  宝釵－潘圓圓
4. ↑  同期は孫暁娟、楊薏ともう一人の男性(名前が不明)
5. ↑  一曲
6. ↑   喬振宇インタビューにより
7. ↑  中国の古典的な美しさを代表する時代劇キャラクターの四人を指す
8. ↑   欧陽明日を宝石に例え、優雅、温厚、穏やかな君子は唯一無二という意味。この役のために創作した内容である
9. ↑   中国では未公開。
10. ↑   金庸、古龍、梁羽生を指す。
11. ↑   《北京青年》《失恋33日》も収録されている
12. ↑   中国の動画サイトにファンが作成した動画が多数存在する
13. ↑   民国時代を背景にしたドラマ
14. ↑  近年、考古が発達した結果、より多くの楚文化が発掘されている
15. ↑   テーマソング思美人兮は戦国時代の詩人屈原の「楚辞九章思美人」の寓意を込めた歌である。美人は美しい女性ではなく、楚懐王を指すという。屈原が懐王の信頼を失った時に書いた、過去の過ちを繰り返さないようと王を諌める詩という。
16. ↑   一つの顔で、千種類のキャラクターを演出できる多面性を演じられるという比喩の言い方
17. ↑   仙人姿も何もない負け組も演じられるという。屌絲は何もない負け組という自嘲的な言葉
18. ↑   中国では日本であまり見かけないマスコミの過大な宣伝などがよくある
19. ↑  日本で放送またDVD販売実績のあるドラマが太字で表示、その他はご覧になる方が理解しやすいため、編集者がドラマの内容に基づき翻訳したものである
20. ↑  歴史人物の鄭克爽氏と違う
21. ↑  どんな職業でも優れた人物は出るという意味
22. ↑  探偵類バラエティ
23. ↑  喬振宇はスーパー代表
24. ↑  密室脱出ゲーム
25. ↑  五九ファイルの撮影で一回のみの参加だった
26. ↑  試合でトップの成績で通過、ブラックプールダンスフェスティバルの審査員に招待されるまでのパフォーマンスだったが、「映画人のメモリーズ」の撮影で棄権
27. ↑  「思美人」の番宣
28. ↑  「思美人」の番宣
29. ↑  「樵夫と狐の嫁の物語」の番宣
30. ↑  「烽火佳人」番宣
31. ↑  「画皮2真実の愛」の番宣
32. ↑  「恋愛通告」の番宣
33. ↑  「孔子の教え」の番宣
34. ↑  「浣花洗剣録」の番宣
35. ↑  「永遠の花火」の番宣
36. ↑  「鹿鼎記」の番宣+11歳からの経歴を語るインタビュー
37. ↑  「セブンソード」の番宣
38. ↑  「車神」の番宣
39. ↑  「愛に時間を」の番宣
40. ↑  「車神」と「愛に時間を」の番宣
41. ↑  「水族館デート」の番宣
42. ↑  インタビュー、特別番組などを含む
43. ↑  ファンと一緒に誕生日を過ごす、ファンへの感謝を語る
44. ↑  人気に関して自分の価値観を語る
45. ↑  旧正月特別番組：爱心闯关送兔年祝福
46. ↑  主演になるまでの苦労などを語る
47. ↑  旧正月特別番組ーフェンシング
48. ↑  旧正月特別番組：明星陪你过大年
49. ↑  日本のイメージキャラクターに相当する、中国ではほぼ有名人が担当する